# Бриньоле-Сале, Джанфранческо (1695)
Джованни Франческо Бриньоле Сале (итал. Giovanni Francesco Brignole Sale; 6 июля 1695, Генуя — 14 февраля 1760, Генуя) — дож Генуэзской республики, маркиз Гропполи, последний король Корсики. Видный политический деятель эпохи Просвещения, посол, генерал, финансист и меценат.

## Биография
Родился в Генуе в 1695 году, старший сын Антона Джулио Бриньоле Сале II, пятого маркиза Гропполи и посла Генуи при дворе Версаля, и Изабеллы Бриньоле, его двоюродной сестры. Его тезка Джованни Франческо Бриньоле Сале был дожем в 1635 году. У него было три брата: Джан Джакомо (умер в 40 лет), Джузеппе (седьмой маркиз Гропполи), Родольфо Джулио (будущий дож, восьмой маркиз Гропполи).
Джан Франческо женился на Беттине Раджи в 1731 году, у них было два сына, но оба умерли молодыми.

### Молодость
Джованни Франческо потерял своего отца в возрасте пятнадцати лет, в 1710 году, унаследовав значительное состояние, накопленное его предками. Он завершил свое образование в колледже Толомеи в Сиене.
В 1728 году он был назначен «генералом генуэзских галер» — на одну из самых престижных должностей в Генуэзской республике, открытую только для самых знатных и богатых. В том же году он был назначен «директором общественных памятников» и перестроил большой акведук, снабжавший водой горожан. В тот же период он стал «цензором провинциальной деятельности», «защитником сокровищ Банка Сан-Джорджо» и организовал сдачу в эксплуатацию в 1736 году нового порта, который строился почти сто лет.

### Посол
В 1729 году беспорядки на Корсике привели Бриньоле на дипломатическую службу. В 1730 году он был избран «членом внеочередного Совета по подавлению восстания островитян». Затем он провел успешные переговоры с недовольным населением маркизата Финале.
В мае 1736 года он нанес визит ко двору Лондона и, по возвращении, был назначен послом Республики Генуя в Париже, как и его отец, служивший там с сентября 1737 года до весны 1739 года. Бриньоле завязал тесные связи с французскими вельможами, и ориентация Генуи в деле поддержки господства на Корсике сменилась с проавстрийской на профранцузскую. Итогом этого стало вмешательство Франции в подавление очередного восстания на острове и продажа Корсики французам (Версальский договор 1768 года).
Завершив миссию в Версале, Бриньоле вернулся в Геную и стал инквизитором государства, а в 1740 году отбыл послом в Вену.

### Война за австрийское наследство
По возвращении из Вены он был избран сенатором Республики и генералом генуэзской армии. Как главнокомандующий этой маленькой армии он был намерен организовать оборону республики от потенциального врага — Королевства Сардинии.
В сентябре 1743 года императрица Мария Терезия Австрийская, при поддержке Англии, добилась альянса с Карлом Эммануилом III Савойским, пообещав ему маркизат Финале, принадлежавший Генуе. В ответ генуэзцы заключили союзнический договор в Аранхуэсе с Францией, Испанией и Неаполитанским королевством. Особые выгоды вступление Генуи в войну принесло французам, получившим в свое распоряжение крупный порт на севере Италии и возможность угрожать пьемонтцам и австрийцам.
В 1745 году генуэзские войска (около 10000 человек) под командованием Бриньоле присоединились к франко-испанской армии. Бриньоле получил от испанского инфанта дона Филиппа звание генерал-лейтенанта союзной армии и своего первого заместителя. В ходе войны Бриньоле занял ряд савойских крепостей — Серравалле-Скривия, Тортона, Валенце, Алессандрия, Казале-Монферрато, а также Парму и Пьяченцу, занятые австрийцами.
Вернувшись в Геную, Бриньоле уверенно выиграл выборы дожа 4 марта 1746 года и стал 158-м дожем в истории Генуи, а также королем Корсики. При этом война была ещё далека от завершения.

### Дож Генуи

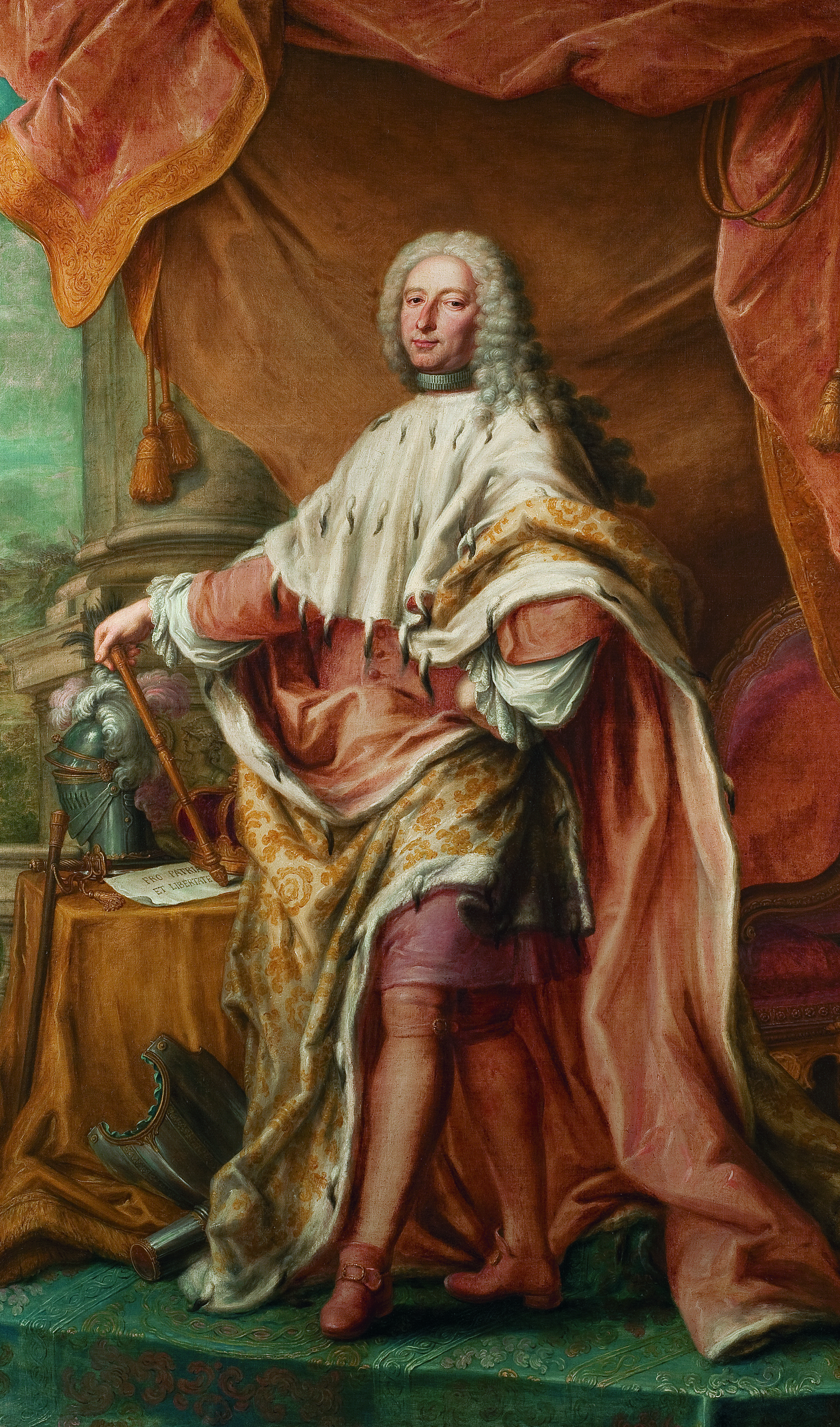
Дож Бриньоле Сале, худ. Я. Бони

Смерть Филиппа V Испанского (1746) привела к неожиданному выходу испанцев из войны. Союзная армия была разбита в Пьяченце 15 июня австрийской армией во главе с Антониотто Ботта Адорно (семья Адорно дала Генуе семерых дожей). Австрийцы в сентябре появились перед беззащитной Генуей. Правительство дожа было вынуждено капитулировать и сдать город врагу, а дож Бриньоле торжественно встал на колени перед генералом Адорно, прося милости для города.
Перед вступлением австрийцев в город почти все дворяне укрылись на своих виллах в провинции, чтобы избежать насилия. Это было воспринято горожанами как предательство. Дож лишился всякого доверия со стороны народа и стал декоративной фигурой. Но менее чем за три месяца произошло народное восстание, начатое Балиллой, которое позволило дожу Бриньоле, на волне народного энтузиазма, собрать армию из 22000 человек и, наряду с французскими силами герцога Ришельё, изгнать австрийцев из Генуи.
Итогом восстания стало не только освобождение города, но и глубокое разделение между патрициями и простыми горожанами, которые заняли место знати в народном собрании. Дож, казалось, охотно принял эту маленькую революцию, поддержав уникальное в условиях традиционной для Генуи олигархической республики демократическое правительство. Однако довольно скоро дож смог вернуть себе основные рычаги управления, чрезвычайные законы были отменены, и патриции вернулись в правительство.
Ахенский мир провозгласили статус-кво границ республики, в частности, маркизат Финале вернулся под контроль Генуи. За свои действия по защите республики Бриньоле заслужил похвалу Большого Совета.
По окончании мандата он продолжил государственную службу на посту ответственного за городские укрепления (1749), параллельно управляя своими владениями в Гропполи, где он бросил вызов великому герцогу Тосканы.

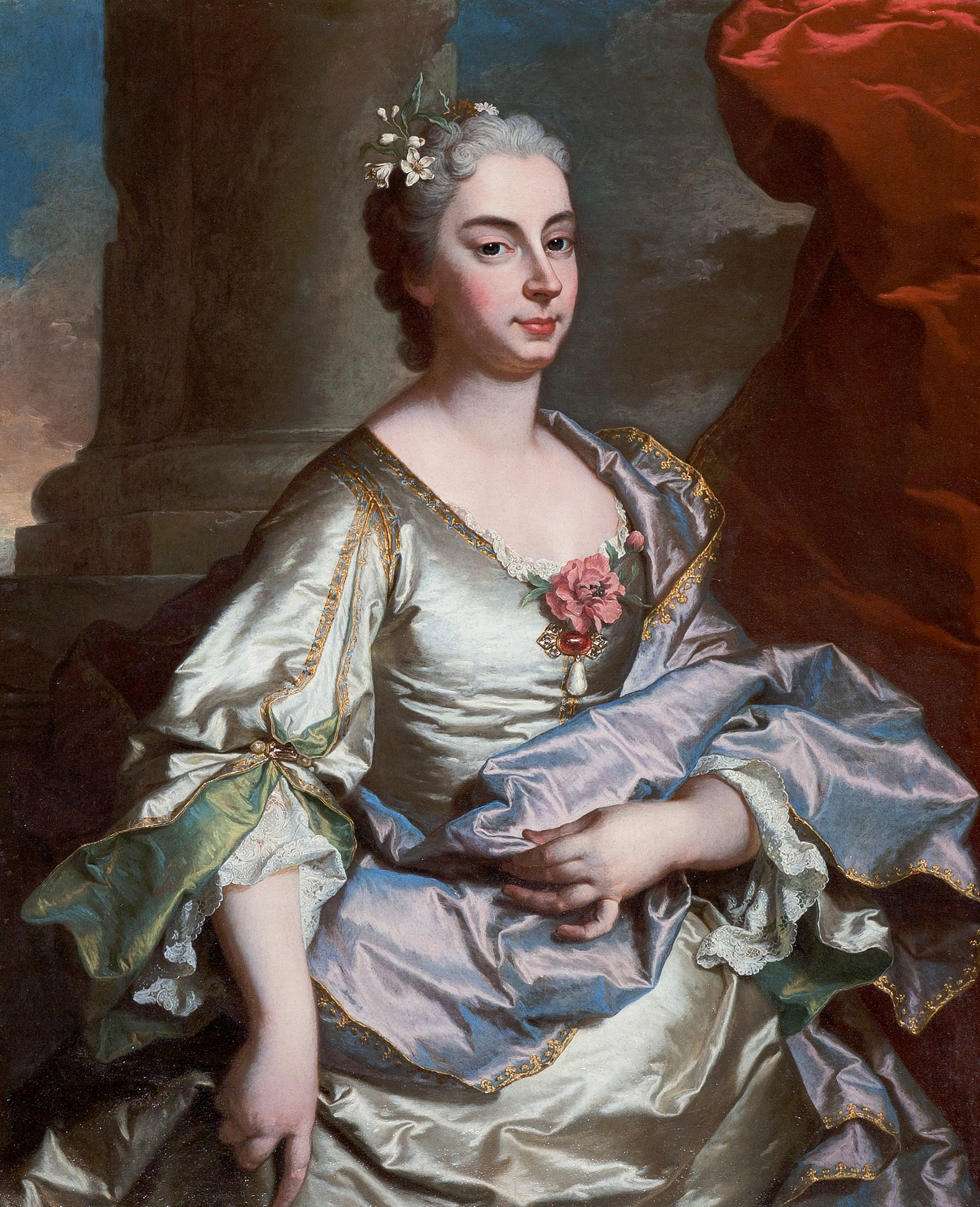
Беттина Раджи, жена дожа Бриньоле Сале, худ. Риго, Гиацинт

Бриньоле присутствовал в 1757 году на свадьбе своей племянницы Марии Катерины Бриньоле-Сале и князя Монако Оноре III, что добавило семье авторитета.
Он умер 14 февраля 1760 года в Палаццо Россо в Генуе.

### В искусстве
Портрет дожа кисти Гиацинта Риго хранится в Палаццо Россо. В архиве муниципалитета Генуи сохранилась квитанция, подтверждающая оплату 1200 франков Риго за портреты дожа и его жены.
Якопо Бони в 1746 году представил парадный портрет дожа, напоминающий знаменитый портрет Людовика XIV кисти Гиацинта Риго.